# Gestippelde maskerbij
De gestippelde maskerbij (Hylaeus clypearis) is een vliesvleugelig insect uit de familie Colletidae. De wetenschappelijke naam van de soort is voor het eerst geldig gepubliceerd in 1853 door Schenck.